# Рибчанка (Вілейський район)
Рибчанка (біл. вёска Рыбчанка) — село в складі Вілейського району Мінської області, Білорусь. Село підпорядковане В'язинській сільській раді, розташоване в північній частині області.